# Prix lémanique de la traduction
Der Prix lémanique de la traduction, auf Deutsch Übersetzerpreis der Region Genfersee, ist ein Übersetzerpreis, der 1985 in Lausanne geschaffen wurde. Er würdigt im Abstand von drei Jahren gleichzeitig je einen Übersetzer aus dem Deutschen in das Französische und einen Übersetzer in der Gegenrichtung, aus den Genres schöne Literatur oder Geisteswissenschaft. Im Jahr 2021 beläuft die Dotierung des Preises sich auf insgesamt 20’000 Schweizer Franken nebst einem zweiwöchigen Arbeitsaufenthalt im Übersetzerhaus Looren.

## Die Stiftung
Der Preis wurde 1985 von einer Stiftung gleichen Namens ins Leben gerufen. Die Stifter sind das Centre de traduction littéraire de Lausanne an der Universität Lausanne, das Schweizerische Übersetzerzentrum Looren, die Stiftung Jan Michalski für Schreiben und Literatur, die Sandoz-Familienstiftung, die Lotterie der französischsprachigen Schweiz sowie die diplomatischen Vertretungen Frankreichs und Deutschlands in der Schweiz.
Der Stiftungsrat besteht 2015 aus Irene Weber Henking als Präsidentin, Thomas Breymann, Jürg Altwegg, Bernhard Böschenstein, Christophe Büchi, Alain Faucherre, Beatrice Stoll und Gabriela Stöckli. Die Jury hatte 2012 und 2015 die Mitglieder Isabelle Ruef, Bernard Banoun, Luzius Keller, François Mathieu, Josef Winiger (der früher ein Preisträger gewesen war) und Martin Zingg.

## Ziele
Der Preis würdigt Übersetzer von herausragender Leistung, welche Übersetzungen aus den Disziplinen der Literatur, der Philosophie oder der Geisteswissenschaften geschaffen haben und die zugleich ein besonderes Interesse an der Kultur des jeweils anderen Sprachraums erkennen lassen.

## Preisträger
aus dem Deutschen in das Französische
- 2024 Françoise Toraille
- 2021 Nicole Taubes
- 2018 Jean-Pierre Lefebvre
- 2015 Jean-Yves Masson
- 2012 Jacques Legrand
- 2009 Bernard Kreiss
- 2006 Marion Graf
- 2003 Claude Porcell
- 2000 Colette Kowalski
- 1997 Étienne Barilier
- 1994 Georges-Arthur Goldschmidt
- 1991 Gilbert Musy
- 1988 Philippe Jaccottet
- 1985 Walter Weideli

aus dem Französischen ins Deutsche
- 2024 Lis Künzli
- 2021 Nicola Denis
- 2018 Elisabeth Edl
- 2015 Holger Fock
- 2012 Andrea Spingler[3]
- 2009 Eva Moldenhauer
- 2006 Josef Winiger
- 2003 Hans Stilett
- 2000 Margrit von Dach, auch Yla M. von Dach
- 1997 Hanno Helbling
- 1994 Brigitte Weidmann[4]
- 1991 Helmut Kossodo
- 1988 Elmar Tophoven
- 1985 Eugen Helmlé